# Ханон (син на Ханибал)
Вижте пояснителната страница за други личности с името Ханон.
Ханон (на латински: Hanno) e син на Ханибал и картагенски генерал през Първата пуническата война.
Той е командир на картагенска войска със слонове и през началото на 261 пр.н.е. пристига до обсадения от римляните град Агригент (Агригентум) в Сицилия, който е защитаван от един картагенски гарнизон с командир Ханибал Гискон.
Ханон е победен в битката при Агригентум от командирите на римската войска консулите Луций Постумий Мегел и Квинт Мамилий Витул.